# Royal Louis (1780)
Pour les autres navires du même nom, voir Royal Louis.
Le Royal Louis était un vaisseau de ligne à trois-ponts lancé en 1780. Il participa à la Guerre d’Indépendance américaine. Il fut renommé Républicain pendant la Révolution française. Engagé dans une nouvelle guerre avec l’Angleterre en 1793, il fit naufrage en 1794.

## Construction
Le Royal Louis était un vaisseau de 110 canons construit à Brest par l'ingénieur Guignace. Il manqua d'être détruit lors de sa construction, le 13 juillet 1779, dans l'incendie des magasins du port de Brest, mais l'action du chevalier de Kersabiec le sauva. Il put être lancé en 1780.  
Après quelques années de service, où il participa à la Guerre d'indépendance américaine, il fut rebaptisé Républicain en 1792 après la chute de la Monarchie. 

## Le Républicain
Démâté lors de la bataille d'Ouessant en 1794 à laquelle il avait participé (il faisait partie de l'escadre de Villaret-Joyeuse), il parvint à regagner Brest, mais, bien qu'en piteux état, il reçut, ainsi que le reste de la flotte basée à Brest, l'ordre de la Convention nationale de sortir à la rencontre de la flotte anglaise avec un équipage de fortune. Le vaisseau, commandé par le capitaine de vaisseau Longer, s'échoua dans le goulet de Brest sur la roche Mingant le 24 décembre 1794, puis fit naufrage en se disloquant complètement, ce qui provoqua une dizaine de victimes.